# Laid-Back Camp
Laid-Back Camp (jap. ゆるキャン△, Yurukyan△) ist eine Manga-Serie von Afro (あfろ, a‘f’uro), die seit 2015 in Japan erscheint. Sie ist in die Genres Comedy, Slice of Life und Seinen einzuordnen und wurde als Anime-Fernsehserie adaptiert.

## Inhalt
Als die Oberschülerin Nadeshiko Kagamihara (各務原 なでしこ) mit ihrer Familie in eine japanische Landstadt gezogen ist, schläft sie auf einer Radtour ein und wacht erst in der Nacht auf. Die erfahrene Camperin Rin Shima (志摩 リン) hilft ihr, bis Nadeshiko von ihrer großen Schwester abgeholt wird. Sie tauschen ihre Handynummern aus und Nadeshiko nimmt sich vor, zusammen mit ihrer neuen Freundin erneut campen zu gehen.
In der Schule tritt die unternehmungslustige Nadeshiko dem Outdoorklub bei. Mit den beiden anderen Mädchen darin – Chiaki Ōgaki (大垣 千明) und Aoi Inuyama (犬山 あおい) – will sie auf Campingausflüge gehen. Auch Rin geht auf dieselbe Schule und wird von ihrer Freundin Ena Saitō (斉藤 恵那) gedrängt, doch mit den anderen zusammen zu zelten. Doch das ruhige Mädchen bleibt lieber für sich. Ihre Freundin aber verrät Nadeshiko das Ziel von Rins nächsten Ausflug, sodass Rin bei der Betrachtung des Fujisan überraschend Besuch bekommt. Nadeshiko bereitet ihr eine echte Camping-Mahlzeit zu und Rin beginnt die Gesellschaft zu mögen.
Nach einigen Vorbereitungen für das winterliche Zelten macht sich auch der Outdoorklub zu seinem ersten Ausflug auf. Den drei Mädchen gelingt das erste gemeinsame Camping, während Nadeshiko ständig über ihr Handy mit Rin Kontakt hält. Die ist erneut allein unterwegs, nun erstmals mit dem eigenen Motorrad. Über Nadeshiko hat Rin nun immer mehr Kontakt zu den anderen Mädchen. Ena überzeugt sie schließlich, die Einladung zum gemeinsamen Weihnachts-Campen anzunehmen. So fahren die fünf Mädchen, einschließlich Ena, zusammen zum Campen und Weihnachten feiern los – begleitet von ihrer neuen Lehrerin Frau Toba, ebenfalls Camperin und nun Betreuerin des Klubs. Die gemeinsame Feier, zu der jedes der Mädchen etwas beiträgt, überzeugt Rin, dass auch Campen in der Gruppe Spaß machen kann.

## Veröffentlichung
Der Manga erscheint seit Juli 2015 zunächst im Magazin Manga Time Kirara Forward beim Verlag Hōbunsha sowie seit dem 29. März 2019 online über das verlagseigene Portal Comic Fuz. Die Kapitel erschienen auch in bisher 17 Sammelbänden (Stand: März 2025). Der 5. Band verkaufte sich über 14.000 mal in der ersten Woche.
Auf Deutsch erscheint die Serie als Taschenbuch (Tankōbon) seit Juli 2020 bei Manga Cult in bisher 14 Bänden (Stand: Juni 2024). Eine englische Übersetzung erscheint bei Yen Press.

## Anime-Adaption
Für 2018 entstand beim Studio C-Station eine Anime-Adaption des Mangas für das japanische Fernsehen. Das Drehbuch schrieb Jin Tanaka und Regie führte Yoshiaki Kyōgoku. Das Charakterdesign stammt von Mutsumi Sasaki und die künstlerische Leitung lag bei Yoshimi Umino.
Die 25 Minuten langen Folgen (1 bis 12) der Serie wurden vom 4. Januar bis 22. März 2018 von AT-X, Tokyo MX, BS11, Sun TV und KBS in Japan ausgestrahlt. Die zweite Staffel der Anime mit insgesamt 13 Folgen (13 bis 25) erschien vom 7. Januar bis 1. April 2021 in Japan. Die Plattform Crunchyroll veröffentlichte den Anime parallel zur japanischen Ausstrahlung international, unter anderem mit englischer Synchronisation und deutschen bzw. englischen Untertiteln.
Eine Veröffentlichung als Kinofilm (映画 eiga) in Japan erfolgte am 1. Juli zum Sommer 2022.
Im Oktober 2022 wurde eine dritte Staffel angekündigt. Während für die Produktion der ersten beiden Staffel (Folge 1 bis 25) das Studio C-Station verantwortlich war, übernahm beim dritten Staffel (ab Folge 26) das Animationsstudio Eight Bit (8bit) mit einem neuen Produktionsteam die gesamte Verantwortung. Die Premiere der 3. Staffel wurde am 4. April 2024 im japanischen Fernsehsender AT-X ausgestrahlt und parallel online als Originalfassung mit deutscher Untertitel auf Crunchyroll gestreamt.
Im November 2024 wurde eine vierte Staffel angekündigt.

### Synchronisation
| Rolle                | Japanische Stimme |
| -------------------- | ----------------- |
| Nadeshiko Kagamihara | Yumiri Hanamori   |
| Rin Shima            | Nao Tōyama        |
| Ena Saitō            | Rie Takahashi     |
| Chiaki Ōgaki         | Sayuri Hara       |
| Aoi Inuyama          | Aki Toyosaki      |

### Musik
Die Musik der Serie wurde komponiert von Akiyuki Tateyama. Das Vorspannlied ist Shiny Days von Asaka und der Abspann ist unterlegt mit Fuyu Biyori von Eri Sasaki.

## TV-Adaption
Eine gleichnamige Fernsehproduktion (Dorama) basierend zum Manga und Anime mit insgesamt 24 Folgen und jeweils zwölf Folgen pro Staffel wurde von 2020 bis 2021 im Abendprogramm des japanischen Fernsehens ausgestrahlt. Die Premiere des ersten Staffel in Japan war am 9. Januar 2020. Sie wurde über die Fernsehsender TV Tokyo, TV Ōsaka und TV Aichi japanweit ausgestrahlt. Die letzte Folge des zweiten Staffel wurde am 18. Juni 2021 im japanischen Fernsehen ausgestrahlt.